# Neuenegg
Neuenegg is een gemeente en plaats in het Zwitserse kanton Bern, en maakt deel uit van het district Bern-Mittelland.
Neuenegg telt 4.881 inwoners.

## EK 2008
Tijdens het EK 2008 is in Neuenegg in een weiland ruimte gemaakt voor 5200 kamperende voetbalsupporters. Neuenegg ligt tussen het spoor en de snelweg naar Bern, waar het Nederlands elftal zijn poule wedstrijden speelt.